# Hàm Rồng
Hàm Rồng là một phường thuộc tỉnh Thanh Hóa, Việt Nam.
Được thành lập ngày 16 tháng 6 năm 2025 trên cơ sở các phường phía bắc của thành phố Thanh Hóa, phường Hàm Rồng chính thức hoạt động từ ngày 1 tháng 7 năm 2025.

## Địa lý

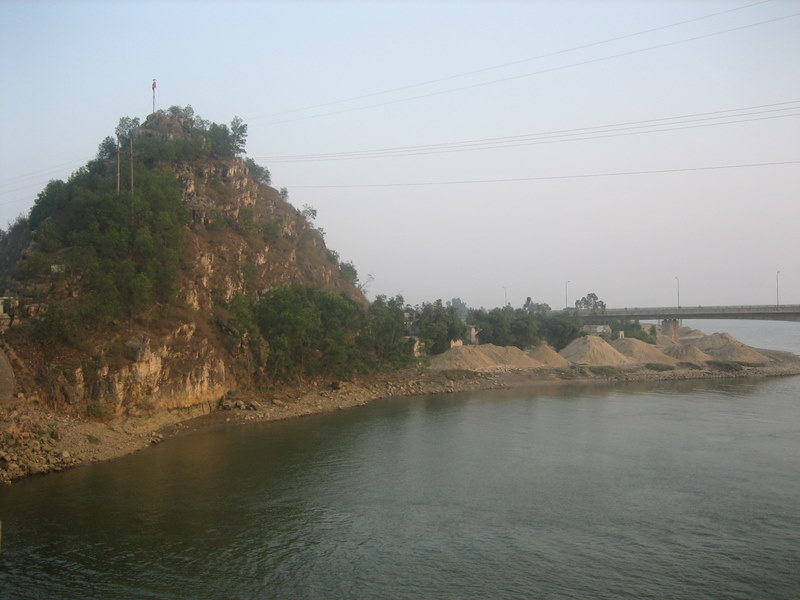
Cầu Hoàng Long bắc qua sông Mã, nhìn từ địa phận phường Hàm Rồng

Phường Hàm Rồng nằm ở trung tâm đồng bằng phía đông tỉnh Thanh Hóa, thuộc hữu ngạn sông Mã, có vị trí địa lý:
- Phía đông giáp phường Nguyệt Viên, lấy sông Mã làm ranh giới
- Phía tây giáp phường Đông Tiến
- Phía nam giáp phường Hạc Thành
- Phía bắc giáp xã Hoằng Giang qua sông Mã.

Phường Hàm Rồng có diện tích tự nhiên 20,88 km², quy mô dân số năm 2024 là 63.166 người, mật độ dân số đạt 3.025 người/km².

## Lịch sử
Địa giới hành chính phường Hàm Rồng trước đây vốn là các phường phía bắc của thành phố Thanh Hóa.
Ngày 16 tháng 6 năm 2025, thành phố Thanh Hóa bị giải thể do bỏ cấp huyện; phường Hàm Rồng được thành lập theo Nghị quyết số 1686/NQ-UBTVQH15 của Ủy ban Thường vụ Quốc hội trên cơ sở sáp nhập diện tích tự nhiên và quy mô dân số của:
- Toàn bộ 4 phường: Thiệu Dương, Đông Cương, Nam Ngạn, Hàm Rồng
- Phần còn lại của phường Đông Thọ (sau khi khu vực từ đường Lý Thiên Bảo đến sông Hạc về phía nam của phường Đông Thọ được sáp nhập vào phường Hạc Thành).[4]

Phường này chính thức hoạt động từ ngày 1 tháng 7 năm 2025, là đơn vị hành chính trực thuộc tỉnh Thanh Hóa.

### Phường Hàm Rồng trước 16/6/2025
Thời Lê, vùng đất phường Hàm Rồng ngày nay thuộc làng Đông Sơn, tổng Thọ Hạc, huyện Đông Sơn, phủ Thiệu Thiên. Đến triều Gia Long, phủ Thiệu Thiên được đổi làm phủ Thiệu Hóa..
Sau Cách mạng tháng Tám năm 1945, làng Đông Sơn thuộc xã Nam Sơn Thọ, huyện Đông Sơn (tên gọi xã Nam Sơn Thọ ghép từ tên các làng: Nam Ngạn, Đông Sơn, Thọ Hạc).
Sau Cải cách ruộng đất 1953, xã Nam Sơn Thọ được chia thành xã Đông Thọ và xã Đông Giang, làng Đông Sơn cùng với làng Nam Ngạn thuộc xã Đông Giang, huyện Đông Sơn.
Ngày 16 tháng 3 năm 1963, Hội đồng Chính phủ ban hành Quyết định số 30/CP sáp nhập xã Đông Giang (huyện Đông Sơn) cùng với xóm Núi thuộc xã Hoằng Long (huyện Hoằng Hóa) vào thị xã Thanh Hóa. Năm 1964, thành lập tiểu khu Hàm Rồng trực thuộc thị xã Thanh Hóa.
Ngày 3 tháng 7 năm 1981, Ủy ban nhân dân tỉnh Thanh Hóa ban hành Quyết định số 511 TC/UBTH về việc thống nhất tên gọi các phường trong nội thị thuộc thị xã. Theo đó, tiểu khu Hàm Rồng được chuyển thành phường Hàm Rồng thuộc thị xã Thanh Hóa (từ năm 1994 trở thành thành phố Thanh Hóa).

## Hành chính
Phường Hàm Rồng có 42 tổ chức tự quản. Dưới đây là danh sách các tổ chức tự quản theo địa giới từng phường cũ:
| Mã    | Tên phường  | Hành chính    | Hành chính |
| Mã    | Tên phường  | Số lượng      | Danh sách |
| ----- | ----------- | ------------- | --- |
| 14755 | Hàm Rồng    | 4 phố, 1 làng | Các phố: Hàm Long, Hương Long, Long Quang, Tân Long 1; làng Đông Sơn                                                                   |
| 14758 | Đông Thọ    | 6 phố         | Bà Triệu, Cầu Hạc, Đình Hương, Đoàn, Kết, Thành Công                                                                                   |
| 14761 | Nam Ngạn    | 11 phố        | Hưng Hà, Nam Ngạn 1, Nam Ngạn 2, Nam Sơn 1, Nam Sơn 2, Nguyễn Mộng Tuân 1, Nguyễn Mộng Tuân 2, Tân Nam, Tân Sơn, Thống Sơn, Tiền Phong |
| 14791 | Đông Cương  | 10 tổ dân phố | Đình Hương 1, Đình Hương 2; các tổ dân phố còn lại được đánh số từ 1 đến 8                                                             |
| 15859 | Thiệu Dương | 10 tổ dân phố | Được đánh số từ 1 đến 10 |

## Văn hóa

### Di tích
- Di chỉ khảo cổ học Đông Sơn, thuộc làng Đông Sơn.[1]
- Khu di tích lịch sử thắng cảnh Hàm Rồng, gồm cầu Hàm Rồng, đồi Quyết Thắng (đồi C1 và đồi C4), hang Mắt Rồng.[1]
- Đền thờ Chàng Út đại vương, con Lê Uy, thuộc làng Đông Sơn..
- Mộ Tam Thai: Mộ cổ nằm giữa hai dãy núi đá Đông Sơn và núi Đất, sát bờ sông Mã. Gồm 3 ngôi mộ, xây gạch cuốn màu đỏ, đã cải táng. Hiện vật có đồ đồng như: đèn đĩa, lọ hoa, gương, kiếm đồng vỏ sắt, tiền Ngũ Thù; đồ sắc có câu liệm, nội; một số đồ gốm. Niên đại khoảng cuối Hán đến Lục Triều.